# Tachov u Doks

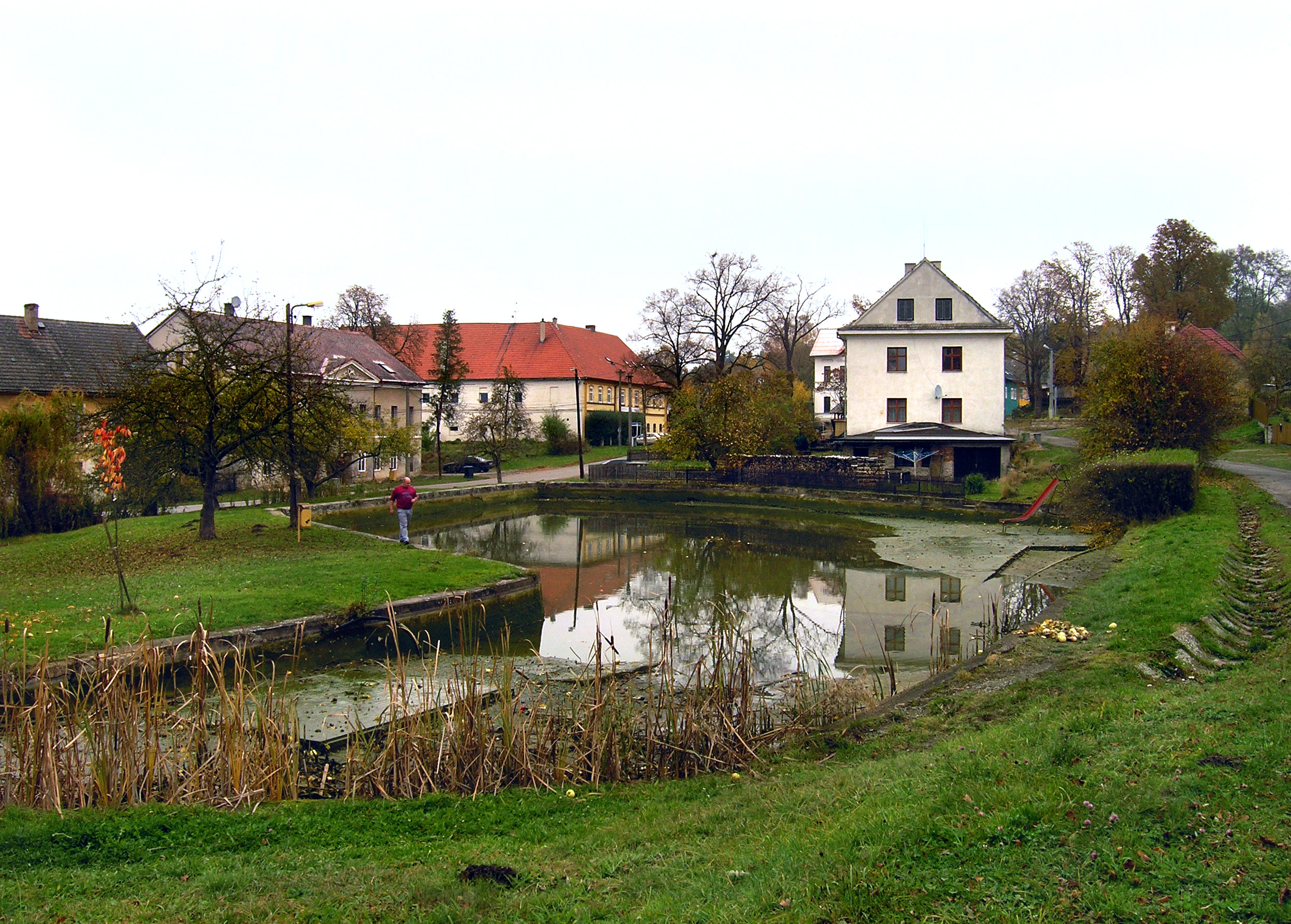
Dorfteich in Tachov

Tachov (deutsch Tacha) ist eine Gemeinde des Okres Česká Lípa in der Region Liberec im Norden der Tschechischen Republik.
Das Bauerndorf liegt 3 km südwestlich von Doksy (Hirschberg am See) auf der Hochfläche zwischen Daubaer Schweiz und Kummergebirge. Tachov befindet sich am Nordwesthand des Tachovský vrch (Tachner Berg) und 6 km westlich des Bezděz (Bösig) mit seiner weithin sichtbaren Burganlage.

## Geschichte
Die erste Erwähnung des Ortes erfolgte 1460 in einer Bestätigungsurkunde Georg von Podiebrads über die Privilegien der Stadt Hirschberg.
Seine Bewohner lebten von der Landwirtschaft, insbesondere vom Anbau des berühmten Daubaer Grünhopfens.
Ab 1553 bestanden adlige Freihöfe, als deren Besitzer Kaspar Plotta von Jansfeld auf Tacha und Martin von Tacha genannt wurden, die der Herrschaft Bösig unterstanden. Im 16. Jahrhundert erwarben die Wartenberger die verpfändeten königlichen Güter. 1595 erbten die Berka von Dubá die Herrschaft und im Dreißigjährigen Krieg wurde Albrecht von Waldstein zum Besitzer. Über Walter Butler und Christoph von Heisenstein gelangte der Besitz 1680 wieder an die Waldsteiner zurück, denen die Güter bis 1945 gehörten.
1784 wurde in Tacha eine Schule eingerichtet. Die Weihe der Kapelle, die zur Pfarre in Hirschberg gehörte, erfolgte 1794. Mit der Ablösung der Patrimonialherrschaften in Böhmen wurde Tacha 1850 zur selbstständigen Gemeinde. Im Jahr 1900 wurde eine neue Schule eingeweiht. Zu Beginn des 20. Jahrhunderts wurde die Straße von Hirschberg nach Tacha gebaut und 1908 eine weitere nach Siertsch. Grund dafür war die Aufnahme von Steinbrüchen auf dem 498 m hohen Tachner Berg zum Quarzitabbau.
1921 bestand der Ort aus 42 Häusern und hatte 209 Einwohner, von denen nur drei der tschechischen Volksgruppe angehörten. 1946 waren es 200 Einwohner; in den 1950er und 1960er Jahren setzte eine Überalterung ein. Infolgedessen wurde 1963 die Schule geschlossen.
Tachov wurde am 13. März 1976 nach Doksy eingemeindet und erhielt 1993 seine Selbstständigkeit zurück. Inzwischen ist die Einwohnerzahl von 82 auf 138 gewachsen. Im Jahr 1993 wurde die Kapelle saniert.

## Sehenswürdigkeiten
- Wahrzeichen des Dorfes ist der Tachovský vrch. Der Klingsteinkegel ist an seinen Hängen bewaldet, der Gipfel wird vollständig durch den Steinbruch eingenommen.
- Im Dorf steht eine barocke Kirche aus dem Jahr 1794.
- Das Haus Nr. 38 ist eine Chaluppe in typischer Blockbauweise.